# Drewnica (Ząbki)
Drewnica – dawniej samodzielna miejscowość, obecnie część (SIMC 0921964) Ząbek, w województwie mazowieckim, w powiecie wołomińskim. Leży w północno-zachodniej części Ząbki, przy granicy z Markami, blisko Warszawy. Od 1903 w Drewnicy funkcjonuje Szpital dla Nerwowo i Psychicznie Chorych.
W latach 1867–1924 wieś w gminie Bródno, a 1924–1954 w  gminie Marki w powiecie warszawskim. 20 października 1933 utworzono gromadę Drewnica w granicach gminy Marki, składającą się z kolonii Drewnica, kolonii szpitalnej Drewnica, Nadleśnictwa Drewnica, osiedla Drewnica i wsi Drewnica.
1 lipca 1952 gromadę Drewnica wyłączono z gminy Marki i włączono do nowo utworzonej gminy Ząbki, która weszła w skład nowo utwrzonego powiatu wołomińskiego. 
W związku z reorganizacją administracji wiejskiej jesienią 1954 Drewnica (z Ząbkami) weszła w skład gromady Ząbki.
1 stycznia 1956 gromadę Ząbki przekształcono w osiedle, przez co Drewnica stała się integralną częścią Ząbek, a w związku z nadaniem Ząbkom praw miejskich 1 stycznia 1967 – częścią miasta.